# Lista utworów Leony Lewis

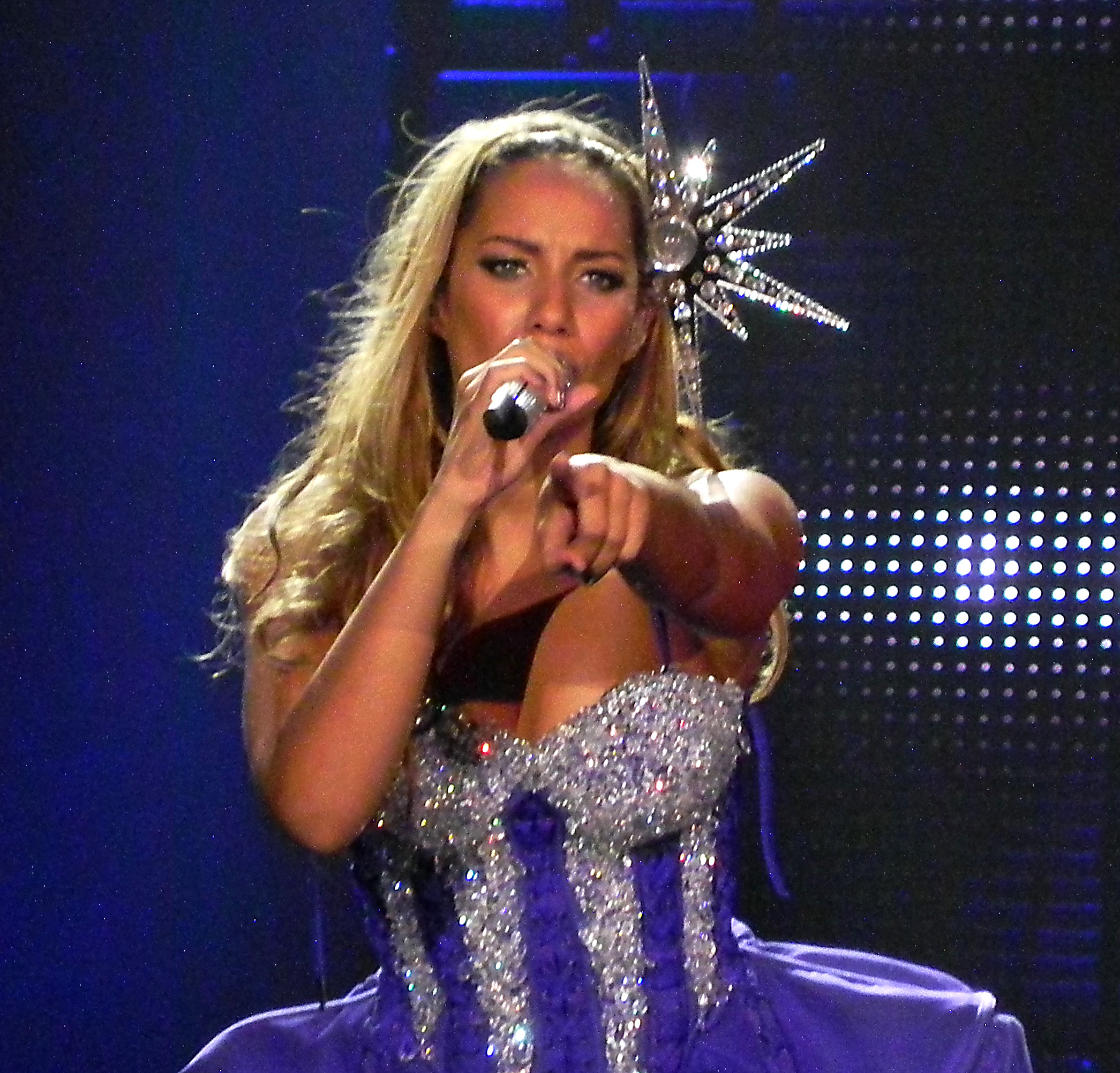
Lewis podczas The Labyrinth Tour w 2010 roku.

Brytyjska piosenkarka i autorka tekstów Leona Lewis ma w swoim dorobku demo album, trzy albumy studyjne, a także EP. Wystąpiła w kolaboracjach z innymi artystami, jak również współtworzyła dwa single charytatywne. Ma na swoim koncie także soundtrack do filmu Avatar. Zanim zwyciężyła w brytyjskiej edycji programu X Factor Lewis nagrała na przełomie roku 2004 i 2005 demo album zatytułowany Best Kept Secret, którego licencja należała do UEG Entertainment. Album nie został jednak wydany. UEG wydało około 70,000£ na promocji artystki, ale demo nie zdobyło zainteresowania kierownictwa wytwórni. Album został ostatecznie wydany w 2009 roku przez UEG, które twierdziło, iż ma pełne prawo do płyty, mimo iż sama Lewis twierdziła, że nie podpisała kontraktu na wydanie dema.
Po zwycięstwie w programie The X Factor w grudniu 2006 roku zdobyła warty 5 milionów funtów kontrakt z wytwórnią należącą do Simona Cowella – Syco, a także z wytwórnią Clive’a Davisa J Records, Lewis zaczęła pracować między innymi z Ryanem Tedderem i Steve’em Makiem. nad debiutanckim albumem studyjnym Spirit, który ukazał się w listopadzie 2007 roku. Pierwszym singlem promującym został "A Moment Like This", który ukazał się dwa dni po zwycięstwie wokalistki w The X Factor. Następnie zostało wydane "Bleeding Love" w październiku 2007 roku. Lewis nagrała także cover piosenki Roberty Flack "The First Time Ever I Saw Your Face", który ukazał się na debiutanckim albumie wokalistki. Reedycja Spirit została wydana w listopadzie 2008 roku. Singlem promującym został cover piosenki zespołu Snow Patrol pod tytułem "Run".
Według samej artystki drugi album Echo był bardziej dopracowany pod względem brzmienia gitar. Oprócz ponownej pracy z Tedderem, wokalistka współpracowała z Justinem Timberlakiem nad piosenką "Don't Let Me Down", w której udzielił się również w chórkach, oraz z Kevinem Rudolfem nad "Love Letter". Australijska producentka Che’Nelle, Lewis oraz pięciu innych kompozytorów współtworzyło "Can’t Breathe". Piosenkarka pojawiła się na soundtracku do filmu Avatar z piosenką zatytułowaną "I See You (Theme from Avatar)". W sierpniu 2011, Lewis wydała letni singel o nazwie "Collide", nagrany wspólnie ze szwedzkim DJ-em Avicii. Chociaż początkowo planowano, iż będzie on głównym singlem promującym trzeci album artystki ostatecznie nie ukazał się na płycie z powodu konfliktu o prawa autorskie. W związku z opóźnieniem premiery Glassheart piosenkarka wydała Hurt: The EP w grudniu 2011. EP zawierało trzy covery: tytułowe "Hurt" śpiewane w oryginale przez Nine Inch Nails, piosenkę "Iris" zespołu Goo Goo Dolls oraz utwór Counting Crows "Colorblind".
Jeszcze przed wydaniem trzeciego albumu wokalistka zapowiadała, iż będzie on znacznie się różnił od poprzedniej dyskografii artystki. Według samej piosenkarki na Glassheart można usłyszeć, poza eksperymentalnym brzmieniem, także klasyczne melodie. "Trouble", główny singel nagrany wraz z amerykańskim raperem Childish Gambino, zawiera elementy hip hopu oraz trip hopu. Utwór został napisany przez Lewis i m.in. Emeli Sandé, która współtworzyła także dwie inne piosenki zatytułowane "I to You" i "Sugar". Sandé napisała również utwór "Mountains", który pierwotnie miał znaleźć się na Glassheart, jednak wokalistka postanowiła wydać go na swoim debiutanckim albumie zatytułowanym Our Version of Events. Fraser T Smith, który został wyznaczony przez Lewis na producenta wykonawczego, był bardzo zaangażowany w nagranie płyty. Współtworzył on utwory: "Trouble", "Un Love Me", "Come Alive", "Stop the Clocks" oraz "Fingerprint". Lewis ponownie pracowała z Ryanem Tedderem, z którym nagrała tytułowe Glassheart, zawierające elementy dubstepu. Lewis współtworzyła piosenkę "Shake You Up" z Rodneyem "Darkchildem" Jerkinsem oraz Olivią Waithe.

## Piosenki
Poniższa tabela prezentuje utwory zawarte w dyskografii artystki, które zostały wydane na różnych wydawnictwach muzycznych.

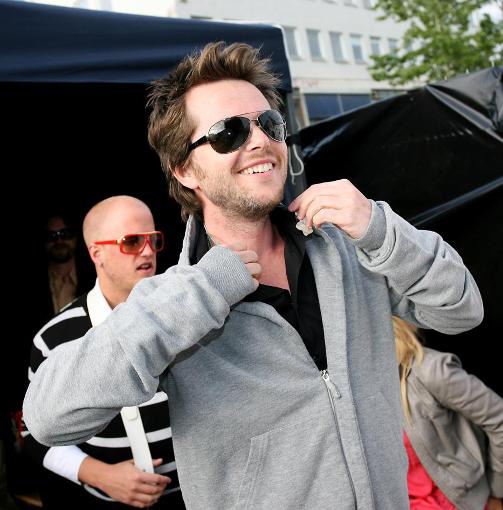
Espen Lind, członek norweskiej grupy producenckiej Espionage, która współtworzyła utwór "Angel" z albumu Spirit.

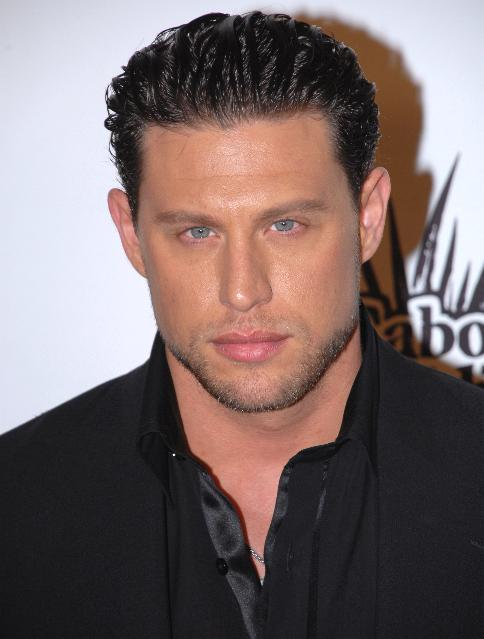
J.R. Rotem współtworzył "Better in Time".

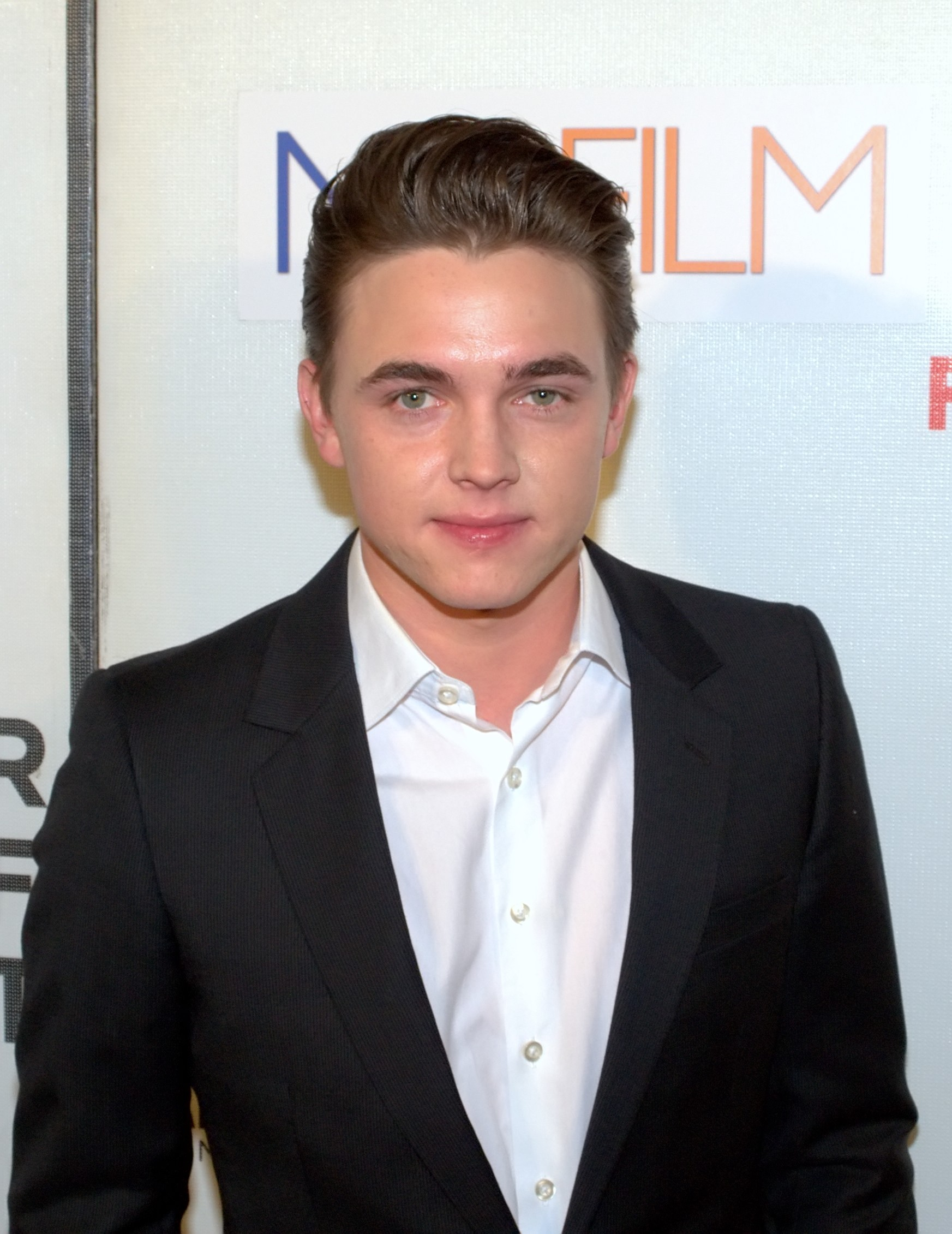
Jesse McCartney, który razem z Ryanem Tedderem napisał "Bleeding Love".

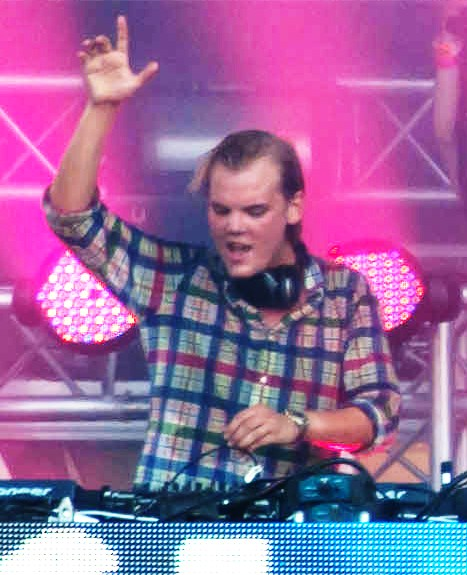
"Collide" zawiera elementy piosenki Aviciiego zatytułowanej "Penguin".

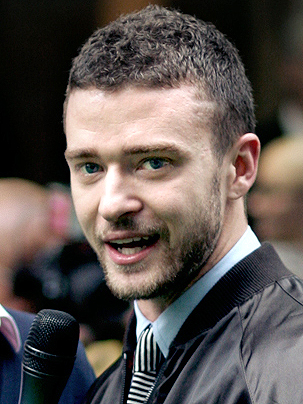
Justin Timberlake współtworzył utwór "Don't Let Me Down" oraz udzielił się w chórkach.

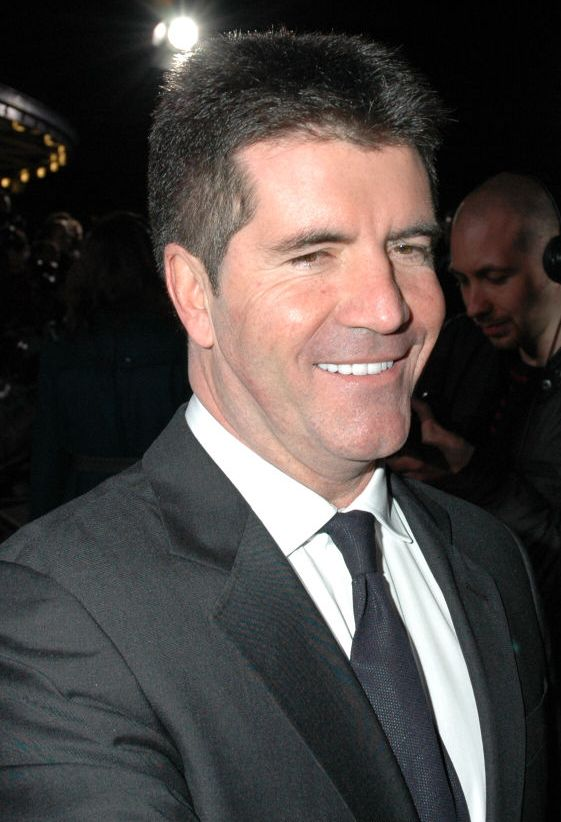
Simon Cowell wpadł na pomysł, by słowa do piosenki "Footprints in the Sand" zawierały fragmenty wiersza "Footprints", a sam został określony jako autor tekstu.

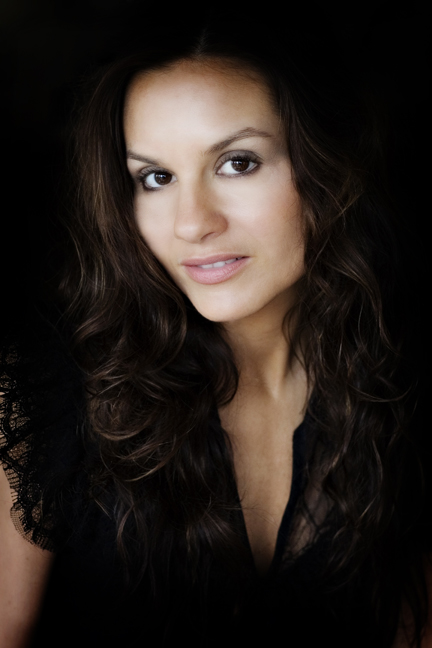
Kara DioGuardi współtworzyła utwór "Forgiveness".

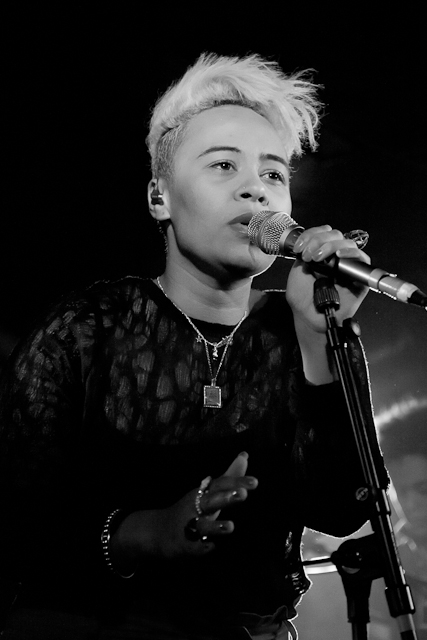
Emeli Sandé, współautorka "Trouble", głównego singla z Glassheart.

|  | Utwór wydany jako singel           |
|  | Utwór nieanglojęzyczny             |
|  | Utwór wydany jako singel promujący |

| Nazwa piosenki                                 | Wykonawca                        | Autor                                                                                               | Album                                                                                | Rok  |
| ---------------------------------------------- | -------------------------------- | --------------------------------------------------------------------------------------------------- | ------------------------------------------------------------------------------------ | ---- |
| "Alive"                                        | Leona Lewis                      | Danielle Brisebois John Shanks Leona Lewis                                                          | Echo                                                                                 | 2009 |
| "Angel"                                        | Leona Lewis                      | Amund Bjørklund Espen Lind Johntá Austin Mikkel Storleer Eriksen Tor Erik Hermansen                 | Spirit                                                                               | 2007 |
| "Bad Boy"                                      | Leona Lewis                      | —                                                                                                   | Best Kept Secret                                                                     | 2009 |
| "The Best You Never Had"                       | Leona Lewis                      | Billy Steinberg Josh Alexander                                                                      | Spirit                                                                               | 2007 |
| "Better in Time"                               | Leona Lewis                      | Andrea Martin Jonathan Rotem                                                                        | Spirit                                                                               | 2007 |
| "Bleeding Love"                                | Leona Lewis                      | Jesse McCartney Ryan Tedder                                                                         | Spirit                                                                               | 2007 |
| "Brave"                                        | Leona Lewis                      | Andrew Frampton Julian Bunetta Leona Lewis Savan Kotecha                                            | Echo                                                                                 | 2009 |
| "Broken"                                       | Leona Lewis                      | Alonzo Mario Stevenson John Shanks Leona Lewis                                                      | Echo                                                                                 | 2009 |
| "Can’t Breathe"                                | Leona Lewis                      | Cheryline Lim Gavriel Aminov Keith Ross Leona Lewis Lundon J. Knighten Michael Malih Uriel Kadouch  | Echo                                                                                 | 2009 |
| "Collide"                                      | Leona Lewis & Avicii             | Arash Pournouri Autumn Rowe Sandy Vee Simon Jeffes Tim Berg                                         | Tylko singel                                                                         | 2011 |
| "Collide" (Afrojack Remix)                     | Leona Lewis & Avicii             | Arash Pournouri Autumn Rowe Sandy Vee Simon Jeffes Tim Berg                                         | Glassheart                                                                           | 2012 |
| "Come Alive"                                   | Leona Lewis                      | Fraser T Smith Ina Wroldsen                                                                         | Glassheart                                                                           | 2012 |
| "Come Alive" (Acoustic version)                | Leona Lewis                      | Fraser T Smith Ina Wroldsen                                                                         | Glassheart                                                                           | 2012 |
| "Colorblind"                                   | Leona Lewis                      | Adam Duritz Charlie Gillingham                                                                      | Hurt: The EP                                                                         | 2011 |
| "Colorblind" (Acoustic version)                | Leona Lewis                      | Adam Duritz Charlie Gillingham                                                                      | Glassheart                                                                           | 2012 |
| "Dip Down"                                     | Leona Lewis                      | —                                                                                                   | Best Kept Secret                                                                     | 2009 |
| "Don't Let Me Down"                            | Leona Lewis                      | James Fauntleroy Justin Timberlake Leona Lewis Mike Elizondo Robin Tadross                          | Echo                                                                                 | 2009 |
| "Everybody Hurts"                              | Helping Haiti artists            | Bill Berry Michael Stipe Mike Mills Peter Buck                                                      | Singel charytatywny                                                                  | 2010 |
| "Favourite Scar"                               | Leona Lewis                      | Curt Smith Leona Lewis Noel Zancanella Roland Orzabal Ryan Tedder                                   | Glassheart                                                                           | 2012 |
| "Fingerprint"                                  | Leona Lewis                      | Fraser T Smith Laura Pergolizzi Leona Lewis                                                         | Glassheart                                                                           | 2012 |
| "Fireflies"                                    | Leona Lewis                      | Craigie Dodds                                                                                       | Glassheart                                                                           | 2012 |
| "The First Time Ever I Saw Your Face"          | Leona Lewis                      | Ewan MacColl                                                                                        | Spirit                                                                               | 2007 |
| "Fly Here Now"                                 | Leona Lewis                      | Jeff Bhasker Leona Lewis                                                                            | Echo                                                                                 | 2009 |
| "Footprints in the Sand"                       | Leona Lewis                      | David Kreuger Per Magnusson Richard Page Simon Cowell                                               | Spirit                                                                               | 2007 |
| "Forgive Me"                                   | Leona Lewis                      | Aliaune Thiam Claude Kelly Giorgio Tuinfort                                                         | Spirit                                                                               | 2008 |
| "Forgiveness"                                  | Leona Lewis                      | Kara DioGuardi Leona Lewis Salaam Remi                                                              | Spirit                                                                               | 2007 |
| "Glassheart"                                   | Leona Lewis                      | Brent Kutzle Fis Shkreli Justin Franks Leona Lewis Noel Zancanella Peter Svensson Ryan Tedder       | Glassheart                                                                           | 2012 |
| "Glassheart" (Acoustic version)                | Leona Lewis                      | Brent Kutzle Fis Shkreli Justin Franks Leona Lewis Noel Zancanella Peter Svensson Ryan Tedder       | Glassheart                                                                           | 2012 |
| "Happy"                                        | Leona Lewis                      | E. Kidd Bogart Leona Lewis Ryan Tedder                                                              | Echo                                                                                 | 2009 |
| "Heartbeat"                                    | Leona Lewis                      | Arnthor Birgisson Ina Wroldsen Leona Lewis                                                          | —                                                                                    | 2010 |
| "Here I Am"                                    | Leona Lewis                      | Brett James Leona Lewis Walter Afanasieff                                                           | Spirit                                                                               | 2007 |
| "Homeless"                                     | Leona Lewis                      | Jörgen Elofsson                                                                                     | Spirit                                                                               | 2007 |
| "Hurt"                                         | Leona Lewis                      | Trent Reznor                                                                                        | Hurt: The EP                                                                         | 2011 |
| "I Can’t Say Hello"                            | Leona Lewis                      | —                                                                                                   | Best Kept Secret                                                                     | 2009 |
| "I Got You"                                    | Leona Lewis                      | Arnthor Birgisson Max Martin Savan Kotecha                                                          | Echo                                                                                 | 2009 |
| "I Know Who I Am"                              | Leona Lewis                      | Gregory William Barnhill Joanna Cotten Melissa Toni Manchester                                      | For Colored Girls: Music From and Inspired by the Original Motion Picture Soundtrack | 2010 |
| "I See You"                                    | Leona Lewis                      | James Horner Kuk Harrell Simon Franglen                                                             | Avatar: Music from the Motion Picture                                                | 2009 |
| "I to You"                                     | Leona Lewis                      | Christopher Crowhurst Emeli Sandé Leona Lewis                                                       | Glassheart                                                                           | 2012 |
| "I Wanna Be That Girl"                         | Leona Lewis                      | —                                                                                                   | Best Kept Secret                                                                     | 2009 |
| "I Will Be"                                    | Leona Lewis                      | Avril Lavigne Lukasz Gottwald Max Martin                                                            | Spirit                                                                               | 2007 |
| "I’m So Into You"                              | Leona Lewis                      | —                                                                                                   | Best Kept Secret                                                                     | 2009 |
| "I’m You"                                      | Leona Lewis                      | Eric Hudson Shaffer Smith                                                                           | Spirit                                                                               | 2007 |
| "Inaspettata (Unexpected)"                     | Biagio Antonacci & Leona Lewis   | —                                                                                                   | Inaspettata                                                                          | 2010 |
| "Iris"                                         | Leona Lewis                      | Johnny Rzeznik                                                                                      | Hurt: The EP                                                                         | 2011 |
| "Joy"                                          | Leona Lewis                      | —                                                                                                   | Best Kept Secret                                                                     | 2009 |
| "Just Stand Up!"                               | Wielu wykonawców                 | Babyface Ronnie Walton                                                                              | Singel charytatywny                                                                  | 2008 |
| "Let It Rain"                                  | Leona Lewis                      | Danielle Brisebois John Shanks Leona Lewis                                                          | Echo                                                                                 | 2009 |
| "Lost Then Found"                              | Leona Lewis ft. OneRepublic      | Dan Muckala Jess Cates Leona Lewis Lindy Robbins Ryan Tedder                                        | Echo                                                                                 | 2009 |
| "L.O.V.E.U."                                   | Leona Lewis                      | —                                                                                                   | Best Kept Secret                                                                     | 2009 |
| "Lovebird"                                     | Leona Lewis                      | Bonnie McKee Joshua Coleman Lukasz Gottwald                                                         | Glassheart                                                                           | 2012 |
| "Love is Your Color"                           | Jennifer Hudson & Leona Lewis    | Claude Kelly Michael R. Mentore Salaam Remi                                                         | Sex and the City 2: Original Motion Picture Soundtrack oraz I Remember Me            | 2010 |
| "Love Letter"                                  | Leona Lewis                      | J. Kasher Kevin Rudolf                                                                              | Echo                                                                                 | 2009 |
| "A Moment Like This"                           | Leona Lewis                      | John Reid Jörgen Elofsson                                                                           | Spirit                                                                               | 2006 |
| "Misses Glass"                                 | Leona Lewis                      | Terry Thomas II Theron Thomas                                                                       | Spirit                                                                               | 2008 |
| "Mountains"                                    | Leona Lewis                      | Luke Juby Naughty Boy James Murray Mustafa Omer Emeli Sandé                                         | Glassheart                                                                           | 2012 |
| "My Hands"                                     | Leona Lewis                      | Arnthor Birgisson Ina Wroldsen                                                                      | Echo                                                                                 | 2009 |
| "Myself"                                       | Leona Lewis ft. Novel            | Alonzo Mario Stevenson Graham N. Marsh Justin E. Boykin Leona Lewis                                 | Spirit                                                                               | 2008 |
| "Naked"                                        | Leona Lewis                      | Kristian Lundin Leona Lewis Savan Kotecha                                                           | Echo                                                                                 | 2009 |
| "Outta My Head"                                | Leona Lewis                      | Karl Johan Schuster Max Martin Savan Kotecha                                                        | Echo                                                                                 | 2009 |
| "Private Party"                                | Leona Lewis                      | —                                                                                                   | Best Kept Secret                                                                     | 2009 |
| "Ready to Get Down"                            | Leona Lewis                      | —                                                                                                   | Best Kept Secret                                                                     | 2009 |
| "Ride a White Swan" (Video interludium)        | Leona Lewis                      | Marc Bolan                                                                                          | The Labyrinth Tour: Live from the O2                                                 | 2010 |
| "Run"                                          | Leona Lewis                      | Gary Lightbody Iain Archer Jonathan Quinn Mark McClelland Nathan Connolly                           | Spirit                                                                               | 2008 |
| "Shake You Up"                                 | Leona Lewis                      | Leona Lewis Olivia Waithe Rodney „Darkchild” Jerkins                                                | Glassheart                                                                           | 2012 |
| "Silly Girl"                                   | Leona Lewis                      | —                                                                                                   | Best Kept Secret                                                                     | 2009 |
| "Stone Hearts and Hand Grenades"               | Leona Lewis                      | Andrew Frampton E. Kidd Bogart Julian Bunetta Leona Lewis                                           | Echo                                                                                 | 2009 |
| "Stop Crying Your Heart Out"                   | Leona Lewis                      | Noel Gallagher                                                                                      | Echo                                                                                 | 2009 |
| "Stop the Clocks"                              | Leona Lewis                      | Fraser T Smith Jörgen Elofsson Leona Lewis Rachel Moulden                                           | Glassheart                                                                           | 2012 |
| "Sugar"                                        | Leona Lewis                      | Alexander Shuckburg Emeli Sandé                                                                     | Glassheart                                                                           | 2012 |
| "Take a Bow"                                   | Leona Lewis                      | Louis Biancaniello Ryan Tedder Sam Watters Wayne Wilkins                                            | Spirit                                                                               | 2007 |
| "They Don’t Care About Us" (Video interludium) | Leona Lewis                      | Michael Jackson                                                                                     | The Labyrinth Tour: Live from the O2                                                 | 2010 |
| "Trouble"                                      | Leona Lewis                      | Emeli Sandé Fraser T Smith Hugo Chegwin Harry Craze James Murray Leona Lewis Musta Omer Naughty Boy | Glassheart                                                                           | 2012 |
| "Trouble" (Acoustic version)                   | Leona Lewis                      | Emeli Sandé Fraser T Smith Hugo Chegwin Harry Craze Leona Lewis Naughty Boy                         | Glassheart                                                                           | 2012 |
| "Trouble"                                      | Leona Lewis ft. Childish Gambino | Emeli Sandé Fraser T Smith Hugo Chegwin Harry Craze James Murray Leona Lewis Musta Omer Naughty Boy | Glassheart                                                                           | 2012 |
| "Un Love Me"                                   | Leona Lewis                      | Bonnie McKee Fraser T Smith Kelly Sheehan                                                           | Glassheart                                                                           | 2012 |
| "Whatever It Takes"                            | Leona Lewis                      | Alonzo Mario Stevenson Leona Lewis Tony Reyes                                                       | Spirit                                                                               | 2007 |
| "When It Hurts"                                | Leona Lewis                      | Andrea Martin Luke Juby Naughty Boy                                                                 | Glassheart                                                                           | 2012 |
| "Yesterday"                                    | Leona Lewis                      | Jordan Omley Louis Biancaniello Michael Mani Nina Woodford Sam Watters                              | Spirit                                                                               | 2007 |
| "You Bring Me Down"                            | Leona Lewis                      | Leona Lewis Salaam Remi Taj Jackson                                                                 | Spirit                                                                               | 2008 |
| "You Don’t Care"                               | Leona Lewis                      | Leona Lewis Ryan Tedder                                                                             | Echo                                                                                 | 2009 |